# Il figlio del farmacista
Il figlio del farmacista è un romanzo autobiografico di Mario Tobino. Costituisce il suo esordio nella narrativa.

## Trama
Il personaggio principale è un giovane studente che aiuta il padre nella sua farmacia di Viareggio. La loro vita non è semplice: sia il ragazzo sia il genitore, essendo originari della Liguria, si sentono fuori posto, avendo realizzato che i viareggini mostrano verso di loro una certa diffidenza. Il protagonista, desideroso di aiutare il prossimo, si iscriverà a Medicina, trasferendosi a Bologna.

## Edizioni
- Mario Tobino, Il figlio del farmacista, [s.n.], Roma 1938
- Mario Tobino, Il figlio del farmacista e altri scritti, a cura di Gina Lagorio Vallecchi, Firenze 1966
- Mario Tobino, Il figlio del farmacista, introduzione di Fausto Gianfranceschi, A. Mondadori, Milano 1983